# Legion
 (juillet 2018).
Si vous disposez d'ouvrages ou d'articles de référence ou si vous connaissez des sites web de qualité traitant du thème abordé ici, merci de compléter l'article en donnant les références utiles à sa vérifiabilité et en les liant à la section « Notes et références ».
Pour les articles homonymes, voir Légion et Legion (série télévisée).
Erik Hagstedt, connu sous le pseudonyme de Legion, est un chanteur suédois de Black metal.
Il commence sa carrière en chantant dans Ophthalamia avant de rejoindre Marduk en 1995. Il gagne avec ce groupe à l'enregistrement des albums Heaven Shall Burn... When We Are Gathered, Live In Germania, Nightwing , Panzer Division Marduk, Obedience, Infernal Eternal, La Grande Danse Macabre, World Funeral et du DVD live Funeral Marches and War Songs. Il a contribué au succès et à la renommée de Marduk grâce à une voix identifiable et assez particulière dans ce genre de musique.
Le 10 novembre 2002, il annonce son départ du groupe sans explication. Morgan Hakansson (guitariste et leader du groupe) le trouvait sympathique avec le public, ce qui s'avérait incompatible avec les messages de haine véhiculés par cette musique.
Legion s'est occupé ensuite des vocales dans le groupe Devian avec l'ancien batteur de Marduk, Emil Dragutinovic. Le groupe a sorti le 22 octobre 2007 un album nommé Ninewinged Serpent et le 2 mars 2009 God To The Illfated.
Il a quitté Devian, qui lui demandait trop d'investissement, début 2010, pour se consacrer à son métier de tatoueur, et rejoindre le groupe Witchery.

## Influences musicales
Iron Maiden, Judas Priest, Mercyful Fate, Slayer, Possessed, Mayhem.

## Discographie
- Witchery - Witchkrieg
- Devian - God of the Illfated
- Devian - Ninewinged Serpent
- Marduk - Funeral Marches and Warsongs
- Marduk - World Funeral
- Marduk - Blackcrowned
- Marduk - La Grande Danse Macabre
- Marduk - Infernal Eternal
- Marduk - Obedience
- Marduk - Panzer Division Marduk
- Marduk - Nightwing
- Marduk - Live in Germania
- Marduk - Glorification
- Marduk - Heaven Shall Burn... When We Are Gathered
- Ophthalamia - For Elishia
- Ophthalamia - Via Dolorosa